# Napier (Nový Zéland)
Napier (maorsky: Ahuriri) je město s přístavem, nacházející se v regionu Hawke's Bay na východním pobřeží Severního ostrova na Novém Zélandu. Žije zde okolo 62 800 obyvatel (k červnu 2018). Napier se nachází asi 320 kilometrů od hlavního města Wellingtonu. Napier má rozlohu 106 kilometrů čtverečních a populační hustotu 540,0 na kilometr čtvereční.
Okolí města je důležitou oblastí produkce hroznů a vína, které jsou pěstovány resp. vyráběny kolem města Hastings a jsou odesílány přes přístav Napier Harbour na export do celého světa. Velká množství ovčí vlny, mraženého masa, buničiny a řeziva jsou také důležitými vývozy z přístavu Napier. Menší množství těchto látek jsou také dodávány po silnici a železnici do velkých metropolitních oblastí Nového Zélandu, jako jsou Auckland, Wellington a Hamilton.
Napier je oblíbeným turistickým centrem, hlavně díky tomu, že část města je postavena ve stylu art deco. Město bylo takto přestavěno po zemětřesení v roce 1931. Turisté také připlouvají do města výletními loděmi (cruise ships). Napier má další velmi často fotografovanou atrakci, a to sochu na pobřežní promenádě Marine Parade, nazvanou „Pania na útesu“ (Pania of the Reef).

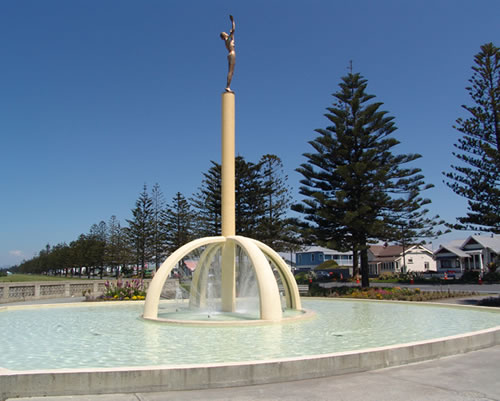
Fontána stojící nedaleko informačního centra
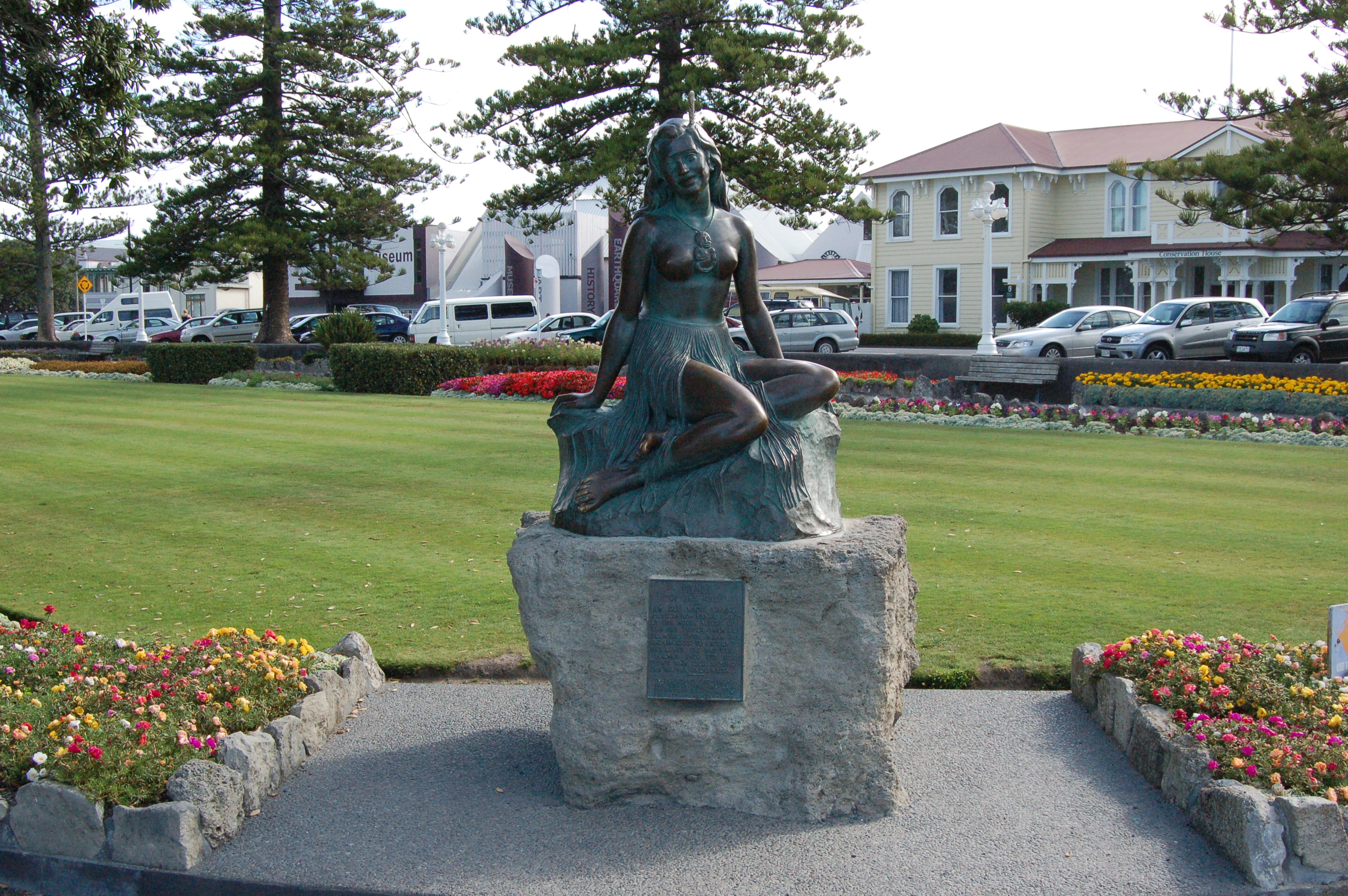
Socha Panie na útesu v Napieru

## Partnerská města
- Lien-jün-kang, Čínská lidová republika (červen 1994)
- Tomakomai, Japonsko
- Victoria, Britská Kolumbie, Kanada